# Norops barkeri
Norops barkeri är en ödleart som beskrevs av  Schmidt 1939. Norops barkeri ingår i släktet Norops och familjen Polychrotidae. IUCN kategoriserar arten globalt som sårbar. Inga underarter finns listade i Catalogue of Life.